# Discografia de Christopher Uckermann
A discografia de Christopher Uckermann, ator e cantor pop mexicano, compreende um álbum de estúdio e três singles lançados em dois anos de carreira solo. Em 2004, Uckermann passou a integrar o grupo RBD, grupo musical surgido do seriado Rebelde, onde lançou junto com o grupo dezesseis álbuns, entre inéditos, versões em português e inglês, ao vivo e coletâneas, sendo que em 15 de agosto de 2008 o grupo anunciou seu fim, com cinco anos de carreira. Após dois anos dedicando-se à trabalhos como ator, Christopher Uckermann lançou seu primeiro álbum em estúdio, intitulado Somos em 16 de novembro de 2010.

## Álbuns

### Álbuns em estúdio
| Título | Detalhes do Álbum                                                                                | Melhor posição | Melhor posição | Melhor posição |
| Título | Detalhes do Álbum                                                                                | MEX            | USA Latin Pop  | COL            |
| ------ | ------------------------------------------------------------------------------------------------ | -------------- | -------------- | -------------- |
| Somos  | - Lançamento: 16 de novembro de 2010 - Formatos: CD, download digital - Gravadora: PeerT6H Music | 4              | 14             | 1              |

### Extended play(EP)
| Título                      | Detalhes do Álbum                                                                                    |
| --------------------------- | --- |
| La Revolución de los Ciegos | - Lançamento: 15 de março de 2019 - Gravadora(s): Independente - Formato(s): EP, download digital    |
| Sutil Universo              | - Lançamento: 7 de fevereiro de 2020 - Gravadora(s): Independente - Formato(s): EP, download digital |

## Singles
Como artista principal
| 2009                                         | "Light Up the World Tonight" | —  | — | —  | Não adicionada ao nenhum álbum |
| 2010                                         | "Sinfonía"                   | 15 | 5 | —  | Somos                          |
| 2010                                         | "Vivir soñando"              | —  | — | 30 | Somos / Kdabra: Trilha Sonora  |
| 2012                                         | "Million Dollar Man"         | —  | — | —  | Não adicionada ao nenhum álbum |
| 2019                                         | "Revolutionary Love"         | —  | — | —  | La Revolucion de Los Ciegos    |
| 2019                                         | "Sutil Universo"             | —  | — | —  | Sutil Universo                 |
| 2020                                         | "Heal Together"              | —  | — | —  | Não adicionada ao nenhum álbum |
| 2024                                         | "Bien Bien Singular"         | —  | — | —  | Almas Gemelas                  |
| 2024                                         | "Pase Lo Que Pase"           | —  | — | —  | Almas Gemelas                  |
| "—" Não entrou na tabela musical deste país. |                              |    |   |    |                                |

## Trilha sonora
| Ano  | Canção                                                                          | Álbum                  |
| ---- | ------------------------------------------------------------------------------- | ---------------------- |
| 2000 | "La Fuerza de la Amistad" (feat. Elenco de Amigos x siempre)                    | Amigos x Siempre       |
| 2000 | "El Ritmo de la Vida" (feat. Ernesto Laguardia & Elenco de Amigos x siempre)    | Amigos x Siempre       |
| 2000 | "Todo Puede Suceder" (feat. Belinda, Martín Ricca & Elenco de Amigos x siempre) | Amigos x Siempre       |
| 2000 | "Himno del Heroico Instituto Vidal" (feat. Elenco de Amigos x siempre)          | Amigos x Siempre       |
| 2001 | "Aventuras en el Tiempo" (feat. Belinda)                                        | Aventuras en el tiempo |
| 2001 | "Mi Estrella de Amor"                                                           | Aventuras en el tiempo |
| 2001 | "Bailar Contigo"                                                                | Aventuras en el tiempo |
| 2001 | "Todo Puede Suceder" (feat. Elenco de Aventuras en el Tiempo)                   | Aventuras en el tiempo |
| 2001 | "Himno del Heroico Instituto Vidal" (feat. Elenco de Aventuras en el Tiempo)    | Aventuras en el tiempo |
| 2009 | "Vivir Soñando/Viver Sonhando"                                                  | Kdabra: Trilha Sonora  |